# Miroslav Štandera
Brigádní generál Miroslav Štandera (5. října 1918, Praha – 19. února 2014 Plzeň) byl československý vojenský letec.

## Život
Dětství prožil v Dobrušce, kde vyšel základní školu. Ve studiích pokračoval na grafické škole a stal se typografem v místní tiskárně. Roku 1936 byl přijat do Školy leteckého dorostu v Prostějově, kterou úspěšně za dva roky dokončil a nastoupil k Leteckému pluku 4 na odloučené letiště Pardubice v hodnosti desátníka.

### 2. světová válka
Z nacisty okupované vlasti uprchl 1. června 1939 do Polska a dále do Francie, kde vstoupil do Cizinecké legie.
Po vstupu Francie do války byl v září 1939 odeslán do stíhacího střediska v Chartres, odtud k Groupe de Chasse II/10 a dále ke Groupe de Chasse I/6, kde létal v Československé skupině na stíhačkách Morane Saulnier M.S.406C1. 11. června 1940 mu v boji s Bf 109 byla prostřelena nádrž, došlo palivo a při nouzovém přistání si vážně poranil páteř. Francii opustil 26. června 1940 se sádrovým krunýřem jako jeden z posledních pilotů.
V anglickém Cosfordu byl přijat do RAF s hodností Sergeant. V září 1940 zahájil stíhací výcvik na Hurricanech u 6. OTU a v říjnu byl přidělen na základnu RAF Speke u Liverpoolu k 312. čs. peruti RAF, kde létal s malými přestávkami do srpna 1942. Tehdy mu byla udělena čs. medaile za chrabrost s citací: „ rotný Štandera jest velmi dobrým pilotem, který nalétal 56 hodin operačních letů za velmi těžkých podmínek při ochraně konvojů a 14 hodin v útočných operacích nad Francií, při čemž prokázal svoji statečnost a nadšení pro boj“.
Po ukončení operační túry působil jako instruktor a pak se vrátil na osm měsíců k 312. peruti. Absolvoval ještě noční výcvik stíhače na letounech Blenheim a Beaufighter. V únoru 1944 odešel k 68. noční stíhací peruti v hodnosti Pilot Officer. Vykonával noční hlídkovou činnost na letounech Beaufighter a později Mosquito v utajeném prostoru, kde se připravovaly invazní jednotky. Účastnil se i ochrany vzdušného prostoru při invazi do Normandie. Později zneškodňoval létající pumy V1 a prováděl hlídkové lety nad Severním mořem.
Během druhé světové války nalétal jako stíhací pilot při bojové činnosti 1320 hodin. Teprve v červnu 1945 se jeho rodina, po šesti letech války dozvěděla, že přežil. V srpnu 1945 přiletěl do vlasti v hodnosti poručíka.

### Po válce
V roce 1946 byl přecvičen v Angli na nový typ letounu Mosquito FB.VI. Po návratu byl umístěn k 24. bombardovacímu pluku v Plzni. Pak až do roku 1949 působil na Slovensku jako instruktor v hodnosti kapitána. Po únorovém převratu jej čekal vyhazov od letectva.
Po složitém hledání práce se uchytil až v kovošrotu ve Stříbře. Když si pro něj přišli členové StB, nebyl doma. Byl varován sousedy a následně emigroval do Velké Británie, kde působil v RAF až do roku 1955. Pak se vyučil stříbrotepcem, v roce 1983 odešel do důchodu a přestěhoval se do Bavorska. Po sametové revoluci se v roce 1994 vrátil již do samostatné České republiky a žil v Plzni u své dcery.
Byl předsedou Svazu československých zahraničních letců, zapojil se do pobočky Svazu letců ČR v Plzni, Československé obce legionářské a stal se čestným členem Aeroklubu Plzeň – Letkov. Zde i v pokročilém věku se členy aeroklubu létal i s motorovými letadly.
Stal se čestným občanem města Plzně. Rozkazem prezidenta republiky byl povýšen roku 2000 do hodnosti generála. 5. října 2018 mu byla v Božkovské ulici v Plzni
odhalena pamětní deska. 2. října 2018 mu byla v Dobrušce, ve městě kde rodina před II. svět. válkou žila, odhalena pamětní deska

## Vyznamenání
- Československá medaile Za chrabrost před nepřítelem, udělena srpen 1942
- Československý válečný kříž 1939, udělen 29.09.1946
- Řád čestné legie, V. třída – rytíř, udělena 2005
- Kříž obrany státu ministra obrany České republiky, udělen 2009
- Croix de guerre 1939–1945[3], s palmou
- Pamětní medaile československé armády v zahraničí
- Československý válečný kříž 1939, udělen podruhé
- Československá medaile Za chrabrost před nepřítelem , udělen podruhé
- Československá medaile Za chrabrost před nepřítelem , udělen potřetí
- Československá vojenská medaile za zásluhy, I. stupeň
- Hvězda 1939–1945[4]
- Válečná medaile 1939–1945[5]
- Evropská hvězda leteckých osádek[6]
- Řád Tomáše Garrigua Masaryka I. třída, V roce 2006 mu byl tento řád propůjčen.